# Crosby (Man)

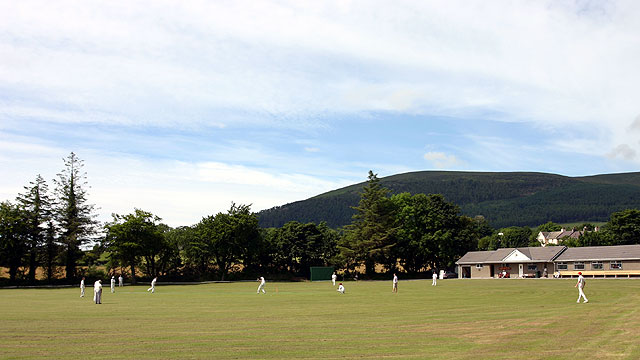
Cricketwedstrijd op de Memorial Playing Fields

Crosby is een klein dorp 6 km ten westen van Douglas op het eiland Man. In oktober 2008 had het een bevolking van ca. 900 mensen. De rivier Dhoo stroomt door het dorp. Crosby ligt langs de A1 Douglas – Peel in het centrum van de civil parish Marown.

## Dorp
De oude kerk van St. Runius was tot de bouw van een nieuwe kerk in 1859 de parochiekerk van de parochie Marown en staat in Crosby. Een deel van deze kerk dateert uit de twaalfde eeuw. Ze werd in 1754 uitgebreid. Toen de nieuwe kerk was gebouwd werd de St. Runiuskerk gebruikt als rouwkapel en een deel aan de oostkant werd afgebroken. In de jaren vijftig werd de kerk gerestaureerd in op 9 augustus 1959 werd ze heropend. Er worden weer regelmatig kerkdiensten gehouden. Dicht bij de St. Runiuskerk staat ook het "Marown Language Centre", waar vreemde talen worden onderwezen. Vroeger had het dorp ook een eigen treinstation, "Crosby railway station", dat op 1 juli 1873 werd geopend en op 7 september 1968 werd gesloten toen de Isle of Man Railway lijn van Douglas naar Peel werd opgeheven. Deze spoorlijn vormt tegenwoordig de "Heritage Trail", een pad dat het oude spoortraject volgt. Het station werd afgebroken, maar het seinwachtershuis werd een schuilplaats voor wandelaars op de Heritage Trail.

## Sport

### Voetbal
Marown F.C. is de plaatselijke voetbalclub die uitkomt in de Isle of Man Football League. Het voetbalveld is de Memorial Playing Fields in Crosby.

### Cricket
Crosby heeft ook een Cricketclub die op de Memorial Playing Fields speelt. Deze club werd opgericht in 1946 en is lid van de Isle of Man Cricket Association

## Isle of Man TT

Als de coureurs Crosby left (rechts onder) goed doorkomen kunnen ze in het dorp zelf veel snelheid maken

Crosby ligt ook langs de Snaefell Mountain Course, het stratencircuit dat gebruikt wordt voor de Isle of Man TT en de Manx Grand Prix, tussen de markante punten Glen Vine en The Highlander. Crosby maakte ook al deel uit van de Highroads Course en de Four Inch Course, waarop tussen 1904 en 1922 de Gordon Bennett Trial en de Tourist Trophy voor auto's werden verreden. Een markant punt voor de races is het kruispunt van de A1 Douglas-Peel (Crosby Terrace) met Eyreton Road en Old Church Road, die wordt aangeduid als Crosby Cross-Roads.

### Circuitverloop

#### Crosby Left (Vicarage Corner)
De coureurs gaan in Glen Vine al rechts rijden om de snelle linker bocht Crosby Left bij het binnenkomen van Crosby goed aan te snijden. Ze nemen daarbij een aantal putdeksels voor lief. In de beginjaren heette de bocht nog "Vicarage (pastorie) Corner". Toen reed men hier op de slechte macadamweg nog ongeveer 100 km/h, maar tegenwoordig halen de coureurs meer dan 240 km/h. In de jaren dertig verklaarde Stanley Woods nog dat hij volgas kon rijden, maar de toenemende snelheden maakten dat moeilijker. In de jaren zeventig zei Tom Herron over Crosby Left en het al dan niet rijden in de hoogste versnelling: "Sometimes top, sometimes not. I never seem to get it right."

#### Crosby Cross-Roads
De kruising met Old Church Road en Eyreton Road staat bekend als Crosby Cross-Roads. Hier begint de lichte helling die eindigt bij Crosby Hill.

#### 5e Mijlpaal, Crosby Hill en Halfway House
Kort nadat men de Crosby Pub is gepasseerd gaan de rijders langs de 5e Mijlpaal richting de top van Crosby Hill (vroeger Ballaglonney Hill of Halfway Hill). Hoewel de top niet erg steil is, komt soms een voorwiel los van de grond door de hoge snelheid. Na Crosby Hill wordt de weg echter begrensd door taluds en struiken en niet door stenen muren. Aan de linkerkant passeert men de herberg The Waggon & Horses, die ook Halfway House wordt genoemd (halverwege tussen Douglas en Peel).

### Gebeurtenissen bij Crosby
- Op 27 mei 1996 verongelukte de bakkenist Aaron Kennedy met een 600cc Kawasaki zijspancombinatie tijdens de Sidecar TT bij Crosby Cross-Roads.
- Op 29 mei 2003 verongelukte de coureur David Jefferies met een Suzuki GSX-R 1000 tijdens de training voor de Isle of Man TT bij de Crosby Left. Jefferies, die al acht TT-races had gewonnen, miste de bocht bij het binnenkomen van het dorp, raakte een muur en was op slag dood. Zijn motorfiets caramboleerde terug de weg op en brak een telefoonpaal. De volgende coureur, Jim Moodie werd bijna onthoofd door de telefoonkabels die over de weg hingen.

(Markante punten in cursief zijn onofficiële punten of worden alleen gebruikt binnen Marshal Sectors)
1e mijl:
TT Grandstand ·
Nobles Park ·
St Ninian's Crossroads ·
Bray Hill ·
Ago's Leap ·
Quarterbridge Road ·
1st Milestone ·
2e mijl:
Wal Handley Memorial Seat ·
Quarterbridge ·
Port-y-Chee Meadow ·
Braddan Bridge ·
Jubilee Oak ·
Braddan Bridge House ·
Braddan Depot ·
Snugborough (Cronk Dhoo) ·
2nd Milestone ·
3e mijl:
Union Mills (Mullen Dhoo, Mwyllin Dhoo Aah, Mullin Doway) ·
Railway Inn ·
Ballahutchin Hill (Elm Bank Hill) ·
3rd Milestone ·
4e mijl:
Ballafreer ·
Glenlough ·
Ballagarey Corner ·
Glen Vine (Glen Darragh) ·
Ballabeg ·
4th Milestone ·
5e mijl:
Crosby ·
Crosby Left (Vicarage Corner) ·
Crosby Cross-Roads ·
5th Milestone ·
6e mijl:
Crosby Hill (Ballaglonney Hill of Halfway Hill) ·
Halfway House (The Waggon & Horses) ·
St Trinian's ·
The Highlander ·
Greeba Verandah ·
Pear Tree Cottage ·
Greeba Castle ·
6th Milestone ·
7e mijl:
Appledene (Shimmin's Corner) ·
Central Valley (Greeba Gap) ·
Greeba Bridge ·
The Hawthorn ·
Knock Breck ·
Gorse Lea ·
7th Milestone ·
8e mijl:
Ballagarraghyn ·
Ballacraine ·
Ballaspur ·
Ballig ·
8th Milestone ·
9e mijl:
Ballig Bridge ·
Doran's Bend ·
Laurel Bank ·
9th Milestone ·
10e mijl
Glen Moar Mill ·
Black Dub ·
Quarter-Distance Marker ·
The Vaish ·
Glen Helen (Glen Rhenass) ·
Sarah's Cottage ·
Creg Willey's Hill ·
10th Milestone ·
11e mijl:
Lambfell Beg ·
Lambfell (Moar) Cottage ·
Cronk-y-Voddy (Cronk-y-Voddy Straight) ·
Cronk-y-Voddy Cross Roads ·
Molyneux's ·
Cronk Bane Farm ·
11th Milestone ·
12e mijl:
Drinkwater's Bend ·
Handley's Corner (Cronk-y-Fedjag, Ballamenagh) ·
12th Milestone ·
13e mijl:
McGuinness's (Shoughlaigue Bridge) ·
Ballaskyr ·
Barregarrow Cross Roads (Cronk Aashen) ·
Barregarrow ·
Little Bray ·
Barregarrow Bottom ·
Cammal Farm ·
Cronk Urleigh ·
13th Milestone ·
14e mijl:
Ballalonna Bridge ·
Westwood Corner ·
Ballakinnag ·
14th Milestone ·
15e mijl:
Douglas Road Corner ·
Glen Wyllin Corner ·
The Mitre ·
Dave Saville Memorial Seat ·
Kirk Michael ·
The White House ·
15th Milestone ·
16e mijl:
Birkin's Bend ·
Rhencullen ·
Bishopscourt ·
Bishopscourt Farm Bends ·
Bishopscourt Straight ·
Orrisdale North ·
16th Milestone ·
17e mijl:
Dub Cottage (Bishop's Dub) ·
Alpine Cottage ·
Balla Cobb ·
17th Milestone ·
18e mijl:
Ballaugh Bridge ·
Ballaugh ·
Gwen's ·
Ballacrye Corner ·
Ballacrye ·
18th Milestone ·
19e mijl:
Quarry Bends ·
Ballavolley ·
Wildlife Park ·
Sulby Straight ·
Half-distance Marker ·
19th Milestone ·
20e mijl:
Sulby ·
Sulby Glen Hotel ·
Sulby Crossroads ·
Sulby Bridge ·
20th Milestone ·
21e mijl:
Ginger Hall ·
Kerrowmoar ·
21st Milestone ·
22e mijl:
Glen Duff ·
Glentramman ·
Temple Corner (Water Through Corner) ·
Glentramman Loop Road ·
Churchtown ·
Caravan ·
22nd Milestone ·
23e mijl:
Lezayre War Memorial ·
Ballakillingan ·
Conker Fields ·
K-tree ·
Sky Hill ·
Milntown Cottage (Pinfold Cottage) ·
Milntown Bridge (Glen Auldyn Bridge) ·
Milntown ·
Gardener's Lane ·
23rd Milestone ·
24e mijl:
Lezayre Road ·
School House Corner (Crossags, Russel's Corner) ·
Parliament Square ·
Queen's Pier Road ·
Ramsey Depot ·
Cruickshanks Corner ·
May Hill ·
24th Milestone ·
25e mijl:
Whitegates ·
Stella Maris ·
Ramsey Hairpin ·
Little Gooseneck ·
Water Works Corner ·
Ballure Reservoir ·
Mountain Section ·
Tower Bends ·
25th Milestone ·
26e mijl:
Gooseneck ·
Joey's (26th Milestone) ·
27e mijl:
Guthrie's Memorial ·
The Cutting ·
27th Milestone ·
28e mijl:
Milligan's Bridge ·
Mountain Mile ·
28th Milestone ·
29e mijl:
Three-Quarter distance marker ·
Mountain Box (East Mountain Gate, East Snaefell Gate) ·
29th Milestone ·
30e mijl:
Casey's (Rice's Corner, George's Folly) ·
Black Hut (Stonebreakers Hut, Shepherd's Hut) ·
John Smyth Memorial Shelter ·
Verandah ·
30th Milestone ·
31e mijl:
Bungalow Bridge ·
Stonebridge ·
Les Graham Memorial ·
Bungalow Bends ·
McIntyre Box ·
Murray's Museum ·
Joey Dunlop Memorial ·
The Bungalow ·
31st Milestone ·
32e mijl:
Hailwood's Rise ·
Hailwood's Height ·
Brandywell (West Mountain Gate, Beinn-y-Phott Gate, Bungalow Gate) ·
Duke's (32nd Milestone) ·
33e mijl:
Windy Corner (Nobles Corner) ·
Nobles Park Road ·
Slieu Lhost Quarry ·
Thirty-Third (33rd Milestone) ·
34e mijl:
Keppel Gate (Clarke's Corner) ·
Kate's Cottage (Shepherd's House) ·
34th Milestone ·
35e mijl:
Creg-ny-Baa (the Keppel Hotel) ·
Gob-ny-Geay (Sunny Orchard) ·
35th Milestone ·
36e mijl:
Brandish Corner (Telegraph Hill, O'Donnell's en Upper Hillberry Corner) ·
Hillberry Corner ·
36th Milestone ·
37e mijl:
Glen Dhoo Farm ·
Hillberry Road ·
Cronk-ny-Mona ·
Johnny Watterson's Lane ·
Signpost Corner ·
Bedstead Corner ·
The Nook ·
37th Milestone ·
38e mijl:
Bemahague ·
Governor's Bridge ·
Governor's Dip ·
Glencrutchery Road ·
38th Milestone